# Ahalazija
Ahalazija (Achalasia) ili ahalazija jednjaka, ahalazija kardije, kardijospazam i aperistaltika jednjaka (ezofagusa) je poremećaj pokretljivosti (motiliteta) jednjaka. Glatke mišićne ćelije jednjaka nemaju svoju normalnu peristaltiku(sposobnost mišića probavne cijevi da pokreće hranu prema završetku debelog crijeva).
Istovremeno donji sfinkter jednjaka (LES -Lower oesophageal sphincter) se ne relaksira da bi propustio hranu u želudac za vrijeme akta gutanja.  Stoga kažemo da je glavna karakteristika ahalazije neadekvatna relaksacija donjeg sfinktera jednjaka i aperistaltikom jednjaka.
Javlja se kod oba spola (češće kod muškaraca) između 30. i 60. godine života.
Značajka ahalazije je disfagija (otežano gutanje, regurgitacija (vraćanje pojedenog progutanog sadržaja) i ponekad bol u prsima.
Dijagnoza se postavlja pomoću manometrije jednjaka i rendgenskim rediološkim pretragama s barijevom kašom. Postoje različiti lijekovi za liječenje ali uspjeh nije nikada kompletan. Botox se može rabiti za liječenje ali je najbolje napraviti Hellerovu miotomiju donjeg sfinktera jednjaka.
Najčešći je tip primarna ahalazija gdje se ne zna uzrok. Distalni inhibitorni neuroni jednjaka ne funkcioniraju dobro.  Učestalost je jedan slučaj na 100 000 stanovnika godišnje.

## Etiologija
Promjene nastaju zbog poremećaja neuro-mišićnog aparata, odnosno nedostatka vlakana Aerbahovog živčanog pleksusa (spleta živaca) u mišićnom sloju stijenke jednjaka. Smatra se da denervaciju Aerbahovog spleta uzrokuju različiti čimbenici: virusi, bakterije, paraziti, toksične tvari, metabolički poremećaji, oštećenja živčanih vlakana tijekom operativnih zahvata i sl. Sekundarni uzroci mogu biti rak jednjaka ili Chagasova bolest (Šagas).

## Klinička slika
Parasimpatički vlakna koja imaju relaksirajuću ulogu u predjelu donjeg sfinktera jednjaka nedostaju, i taj se dio ne može normalno otvarati za vrijeme prolaska hrane kroz jednjak.
Bolest vrlo često nastaje naglo s pojavom disfagije (poremećaja gutanja), bilo poslije stresnih situacija ili tijekom akutnih bolesti gornjih respiratornih puteva. U početku se disfagija javlja tijekom unošenja čvrste (nedovoljno sažvakane) hrane, a kasnije i kod unošenja kašaste i tekuće hrane i napitaka.
Tegobe s vremenom postaju sve izraženije i bolesnici da bi progutali hranu uzimaju tijekom obroka sve veću količinu tekućine. U kasnijoj fazi bolesti dolazi do dilatacije (širenja) jednjaka i usporavanja tranzita kroz njega, što dovodi do pojave povraćanja, ruminacije (preživanje), osjećaja lošeg zadaha iz usta, prelivanja hrane u dušnik i usnu šupljinu, kao i pojave aspiracijske bronhopneumonije i gubitka tjelesne težine. Bol u prsnom košu (nevezan za kardiovaskularna oboljenja) nastaje nakon unošenja obilnih obroka i prestaje kada se jednjak isprazni.

## Komplikacije
Kao komplikacije osnovne bolesti mogu se javiti: zastojni ezofagitis (upala jednjaka), erozije, ulceracije, stvaranje divertikula (džepastih proširenja), perforacije stjenke, a najteža komplikacija je maligno oboljenje jednjaka.

## Dijagnoza
Dijagnoza ahalazije postavlja se na osnovu anamneze, radioskopije i radiografije, endoskopije i histološkog nalaza.

## Liječenje
Primjena nitrata s dugotrajnim djelovanjem ili blokatora kalcijevih kanala smanjuje tlak donjeg sfinktera jednjaka i poboljšava prolaz hrane. U uporabi su i različiti pneumatski dilatatori kojima se postižu zadovoljavajući rezultati.
Dijetetski režim (česti i manji obroci od tekuće kašaste hrane bez jakih začina) smanjuju iritabilnu ulogu i sporije dolazi do erozivnih promjena. Kirurško liječenje ima dugotrajniji učinak, a potpuno izlječenje se postiže Helerovom kardiomiotomijom ili dilatacijom jednjaka balonom.

## Vanjske poveznice
- http://www.medicinenet.com/achalasia/article.htm